# چرون بریاگ
چرون بریاگ شهری در استان پلون کشور بلغارستان است که جمعیت آن در سال ۲۰۰۱ میلادی ۱۵٬۷۹۲ نفر بوده‌است.